# Profesionalen Futbolen Klub Slavija Sofija
Il Profesionalen Futbolen Klub Slavija Sofija (in bulgaro ПФК Славия София), chiamato comunemente Slavija Sofia o Slavia Sofia, è una società calcistica bulgara con sede nella città di Sofia. Milita nella Părva liga, la massima serie del campionato bulgaro di calcio.
I colori sociali sono il bianco e il nero. Tra il 1969 e il 1971 lo Slavia è stato unito al Lokomotiv Sofia nello ZhSK-Slavia Sofia (Zelezhnicarski Sporten Klub).
Con la vittoria di sette campionati e altrettante coppe nazionali, è il terzo club per importanza della Bulgaria, dopo i concittadini del CSKA e del Levski. A livello internazionale il risultato di maggior prestigio è la semifinale di Coppa delle Coppe, nonché la vittoria di due Coppa dei Balcani.

## Storia
Fondato il 10 aprile 1913, diviene vicecampione nazionale nel 1926, mentre nel 1928 vince il primo titolo nazionale. Lo Slavia vince anche i campionati del 1930, del 1936, del 1938-1939, del 1941 e del 1943, mentre in altre due occasioni conquista il secondo posto.
Dal Dopoguerra fino alla metà degli anni sessanta, in un periodo in cui il campionato viene vinto regolarmente dai concittadini del CSKA o del Levski, lo Slavia ottiene quattro secondi posto nel 1950, 1954, 1955 e nel 1958-1959, più altrettante coppe nazionali negli anni 1952, 1963, 1964 e 1966. Proprio grazie a quest'ultimo trofeo lo Slavia disputa la Coppa delle Coppe 1966-1967, dove elimina in successione i gallesi dello Swansea City, i francesi dello Strasburgo e gli svizzeri del Servette, prima di arrendersi in semifinale agli scozzesi del Rangers, realizzando il miglior piazzamento europeo in una competizione maggiore.
Durante il campionato 1968-1969, e fino all'inizio di quello 1971-1972, lo Slavia è stato unito con i concittadini del Lokomotiv, formando lo ZhSK-Slavia Sofia.
Alla fine della stagione 1972-1973 lo Slavia finisce terzo, e questo gli consente di partecipare per la prima volta alla Coppa UEFA, anche se viene eliminato al primo turno dai sovietici della Dinamo Tbilisi. Gli anni settanta proseguono con vari piazzamenti in campionato nelle posizioni di vertice, ma non tali da ottenere altre qualificazioni alla Coppa UEFA. Da non dimenticare la vittoria della Coppa di Bulgaria nel 1975.

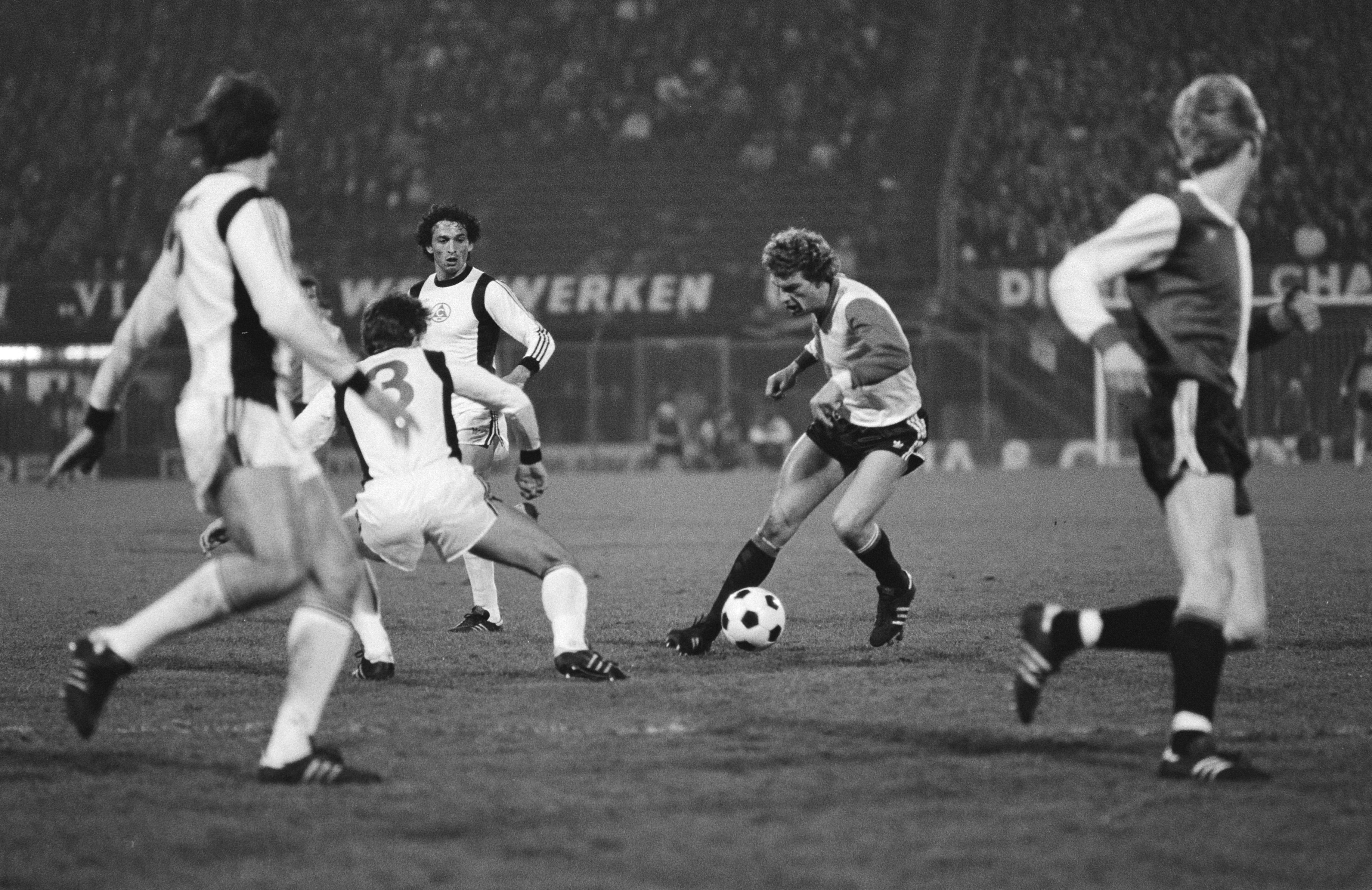
Feyenoord contro Slavia Sofia nel 1980-1981

Nella stagione 1979-1980 lo Slavia ottiene un altro secondo posto in campionato, ma quel che conta di più è la vittoria della sesta coppa nazionale. La stagione successiva partecipa quindi alla Coppa delle Coppe 1980-1981, edizione nella quale giunge fino ai quarti di finale, dove è eliminato dagli olandesi del Feyenoord. Qualche anno più tardi conquista due Coppe dei Balcani, nel 1986 e nel 1987/88. 	
Si giunge fino alla stagione 1995-1996, dove lo Slavia vince sia il settimo scudetto che la settima Coppa di Bulgaria, realizzando quindi un double. A quella vittoria del campionato non fa seguito la partecipazione alla UEFA Champions League, manifestazione alla quale la Bulgaria non può iscrivere compagini per quella stagione.
Lo Slavia torna in finale nella coppa nazionale nel 2010-2011, ma viene sconfitto dal CSKA.
Negli anni successivi il miglior risultato è il 4º posto ottenuto nella stagione 2015-2016.
La stagione 2017-2018 porta in bacheca allo Slavia Sofia l'ottava Coppa di Bulgaria della sua storia, vinta ai tiri di rigore 4-2 contro il Levski Sofia.
La stagione 2018-2019 inizia con una sconfitta in Supercoppa di Bulgaria per 1-0 contro il Ludogorec.

## Cronologia dei nomi
- 1913 : Slavia Sofia
- 1945 : Slavia-45 Sofia
- 1949 : Stroitel Sofia
- 1951 : Udarnik Sofia
- 1957 : Slavia Sofia
- 1969 : ZhSK-Slavia Sofia (unito al Lokomotiv Sofia)
- 1971 : Slavia Sofia

## Organico

### Rosa 2020-2021
Aggiornata al 25 febbraio 2021.
| N. |                      | Ruolo | Calciatore        |
| -- | -------------------- | ----- | ----------------- |
| 1  | Bulgaria (bandiera)  | P     | Georgi Petkov     |
| 3  | Bulgaria (bandiera)  | D     | Ertan Tombak      |
| 4  | Bulgaria (bandiera)  | D     | Petăr Patev       |
| 5  | Bulgaria (bandiera)  | C     | Martin Atanasov   |
| 6  | Bulgaria (bandiera)  | D     | Kostadin Velkov   |
| 7  | Australia (bandiera) | C     | Peter Makrillos   |
| 8  | Bulgaria (bandiera)  | A     | Dimităr Rangelov  |
| 9  | Bulgaria (bandiera)  | A     | Kalojan Krăstev   |
| 10 | Bulgaria (bandiera)  | C     | Radoslav Kirilov  |
| 11 | Bulgaria (bandiera)  | C     | Vladislav Uzunov  |
| 12 | Bulgaria (bandiera)  | P     | Ivan Dermendzhiev |
| 13 | Bulgaria (bandiera)  | P     | Svetoslav Vutsov  |
| 14 | Bulgaria (bandiera)  | A     | Ivajlo Dimitrov   |
| 17 | Bulgaria (bandiera)  | C     | Erol Dost         |
| 18 | Bulgaria (bandiera)  | C     | Dimitar Stoyanov  |

| N. |                               | Ruolo | Calciatore         |
| -- | ----------------------------- | ----- | ------------------ |
| 19 | Macedonia del Nord (bandiera) | D     | Filip Antovski     |
| 20 | Bulgaria (bandiera)           | C     | Filip Angelov      |
| 22 | Macedonia del Nord (bandiera) | C     | Darko Tasevski     |
| 23 | Bulgaria (bandiera)           | D     | Emil Vijački       |
| 29 | Bulgaria (bandiera)           | C     | Petar Vutsov       |
| 68 | Bulgaria (bandiera)           | D     | Rafail Parlikov    |
| 70 | Bulgaria (bandiera)           | C     | Mihail Aleksandrov |
| 71 | Bulgaria (bandiera)           | C     | Emil Stoev         |
| 73 | Bulgaria (bandiera)           | A     | Martin Sorakov     |
| 75 | Tunisia (bandiera)            | C     | Nader Ghandri      |
| 77 | Bulgaria (bandiera)           | C     | Georgi Valchev     |
| 83 | Bulgaria (bandiera)           | C     | Alexander Zlatkov  |
| 89 | Bulgaria (bandiera)           | C     | Steliyan Dobrev    |
|    | Bulgaria (bandiera)           | C     | Toni Tasev         |

### Rosa 2019-2020
Aggiornata al 13 gennaio 2020.
| N. |                     | Ruolo | Calciatore               |
| -- | ------------------- | ----- | ------------------------ |
| 1  | Bulgaria (bandiera) | P     | Georgi Petkov (capitano) |
| 4  | Bulgaria (bandiera) | D     | Petăr Patev              |
| 5  | Bulgaria (bandiera) | C     | Georgi Valčev            |
| 6  | Bulgaria (bandiera) | D     | Vasil Dobrev             |
| 7  | Bulgaria (bandiera) | A     | Kalojan Krăstev          |
| 9  | Bulgaria (bandiera) | A     | Cvetelin Čunčukov        |
| 10 | Bulgaria (bandiera) | C     | Janis Karabel'ov         |
| 11 | Bulgaria (bandiera) | C     | Radoslav Kirilov         |
| 12 | Bulgaria (bandiera) | P     | Svetoslav Vucov          |
| 13 | Bulgaria (bandiera) | P     | Georgi Georgiev          |
| 14 | Bulgaria (bandiera) | A     | Ivajlo Dimitrov          |
| 15 | Bulgaria (bandiera) | D     | Emil Vijački             |
| 16 | Bulgaria (bandiera) | D     | Kostadin Ivanov          |
| 17 | Bulgaria (bandiera) | D     | Ilijan Vasilev           |

| N. |                               | Ruolo | Calciatore           |
| -- | ----------------------------- | ----- | -------------------- |
| 18 | Bulgaria (bandiera)           | C     | Dimităr Stojanov     |
| 20 | Bulgaria (bandiera)           | C     | Filip Krăstev        |
| 22 | Macedonia del Nord (bandiera) | C     | Darko Tasevski       |
| 24 | Bulgaria (bandiera)           | D     | Venelin Filipov      |
| 25 | Bulgaria (bandiera)           | D     | Ertan Tombak         |
| 32 | Grecia (bandiera)             | P     | Antōnīs Stergiakīs   |
| 33 | Bulgaria (bandiera)           | C     | Galin Ivanov         |
| 35 | Bulgaria (bandiera)           | C     | Georgi Jomov         |
| 38 | Bulgaria (bandiera)           | D     | Milen Gamakov        |
| 55 | Bulgaria (bandiera)           | D     | Andrea Hristov       |
| 71 | Bulgaria (bandiera)           | C     | Emil Stoev           |
| 73 | Bulgaria (bandiera)           | C     | Ventsislav Bengjuzov |
| 83 | Bulgaria (bandiera)           | D     | Hristo Popadiyn      |
|    | Bulgaria (bandiera)           | C     | Martin Atanasov      |

### Rose delle stagioni precedenti
- 2017-2018

## Palmarès

### Competizioni nazionali
- Campionato bulgaro: 7

1928, 1930, 1936, 1938-1939, 1941, 1943, 1995-1996
- Coppa di Bulgaria: 8

1952, 1963, 1964, 1966, 1975, 1979-1980, 1995-1996, 2017-2018
- B Profesionalna Futbolna Grupa: 1

1951

### Competizioni internazionali
- Coppa Intertoto: 1

1977
- Coppa dei Balcani per club: 2

1986, 1987-1988

### Altri piazzamenti
- Campionato bulgaro:

Secondo posto: 1926, 1932, 1934, 1950, 1954, 1955, 1966-1967, 1979-1980, 1989-1990
Terzo posto: 1939-1940, 1958-1959, 1963-1964, 1964-1965, 1965-1966, 1972-1973, 1974-1975, 1981-1982, 1985-1986, 1990-1991, 1996-1997, 2019-2020
Semifinalista: 1942
- Coppa di Bulgaria:

Finalista: 1954, 1972, 2010-2011
Semifinalista: 1949, 1955, 1969-1970, 1987-1988, 1989-1990, 2012-2013, 2020-2021, 2021-2022
- Supercoppa di Bulgaria:

Finalista: 2018
- Coppa delle Coppe:

Semifinalista: 1966-1967
- Coppa dei Balcani per club:

Finalista: 1977